# Sarah O'Connor

Sarah E. O'Connor es una bióloga molecular estadounidense que trabaja para comprender la maquinaria molecular involucrada en el ensamblaje de importantes productos naturales de plantas (vinblastina, morfina, iridoides, secologanina) y cómo el cambio de las enzimas involucradas en esta vía conduce a diversos análogos.  Desde 2011, ha sido líder de proyectos en el Centro John Innes en el Reino Unido. En noviembre de 2018, la Sociedad Max Planck la nombró miembro científica. Dirigirá el nuevo Departamento de Biosíntesis de Productos Naturales en el Instituto Max Planck de Ecología Química en Jena, Alemania.

## Educación
O'Connor recibió su doctorado trabajando con Barbara Imperiali en los efectos conformacionales inducidos por proteínas grandes en el Instituto de Tecnología de Massachusetts (MIT). Fue becaria postdoctoral en la Escuela de Medicina de Harvard, y más tarde regresó al MIT como profesora de 2003-2010. 

## Investigación
El trabajo de O'Connor implica el estudio detallado de muchas especies importantes de plantas con relevancia médica: Rauwolfia serpentina, Catharanthus roseus y Aspergillus japonicus. Su laboratorio utiliza bioinformática y caracterización de enzimas para descubrir nuevas vías por las cuales las plantas construyen estas moléculas. La inserción de nuevas enzimas, por ejemplo una halogenasa u oxidasa da como resultado nuevas variantes de las moléculas que no se encuentran en la naturaleza. 

## Premios
- 2018 - Beca Avanzada del Consejo Europeo de Investigación (ERC)
- 2017 - Elegida para la Organización Europea de Biología Molecular[4]
- 2013 - Medalla de Wain[5]
- 2011 - Premio Pfizer en Química Enzimática
- 2011 - Royal Society Wolfson Research Merit Award
- 2018 - European Research Council (ERC) Advanced Grant
- 2019 - Royal Society of Chemistry Perkin Prize for Organic Chemistry[6]
- 2021 - Ernest Guenther Award in the Chemistry of Natural Products of the American Chemical Society[7]
- 2023 - Gottfried Wilhelm Leibniz Prize[8]
- 2024 Prelog Medal and Lectureship, Laboratory of Organic Chemistry of Escuela Politécnica Federal de Zúrich [9]